# Союз ТМ-33
Союз ТМ-33 е пилотиран космически кораб от серията „Союз ТМ“, полет 3S към МКС, 109-и полет по програма „Союз“. Чрез него е осъществена втората посетителска експедиция и 14-и пилотиран полет към „МКС“.

## Екипаж

### При старта

#### Основен
- Виктор Афанасиев (4) – командир
- Константин Козеев (1) – бординженер – 1
- Клоди Еньоре (2) – бординженер – 2

#### Дублиращ
- Сергей Залетин – командир
- Надежда Кужелная – бординженер

### При приземяването
- Юрий Гидзенко – командир
- Роберто Витори – бординженер
- Марк Шатълуърт – космически турист

## Параметри на мисията
- Маса: ~ 7200 кг
- Перигей: 191 км
- Апогей: 227 км
- Наклон на орбитата: 51,7°
- Период: 88,4 мин

## Описание на полета
Екипажът се състои от двама руски и един френски космонавт (жена).
Полетът има две основни задачи – замяната на Союз ТМ-32 и изпълнението на научните експерименти, подготвени от френската космическа агенция „CNES“. Корабът успешно се скачва с Международната космическа станция. По време на полета екипажът работи основно по различните експерименти по френската програма „Андромеда“. След прекарани около осем денонощия на борда на станцията екипажът отлита от станцията на борда на Союз ТМ-32. Последният е скачен със станцията от 30 април 2001 г. и изпълнява ролята на „спасителна лодка“ за дълговременните екипажи на станцията.
Като нова „спасителна лодка“ за дълговременните експедиции остава „Союз ТМ-33“ за около 6 месеца. На 5 май 2002 г. той се приземява, на борда с космонавти, представители на Русия, Италия и РЮА, пристигнали в космоса около една седмица преди това с кораба Союз ТМ-34.